# Christian Guttmann
Christian Guttmann är entreprenör, affärschef och forskare inom artificiell intelligens, generativ AI, maskininlärning och agentbaserade system. Han växte upp i Australien och Tyskland och har tre medborgarskap. För närvarande (2023) är han vice president inom Artificiell Intelligens och Engineering på det amerikanska mjukvaruföretaget Pegasystems, där han leder AI-utvecklingar, inklusive utveckling av stora språkmodeller, generativ AI och agent system. Innan dess ledde han globala AI-utvecklingar och innovation på Tietoevry, en av de största IT-bolagen i Europa. Han var adjungerad professor vid University of New South Wales i Australien och är (2018) adjunkt forskare vid Karolinska Institutet. Guttmann är entreprenör och har startat flera företag inom området artificiell intelligens. Han har också publicerat flera böcker och publikationer inom området artificiell intelligens. Guttmann har utsetts till en av topp 100 ledare i Artificiell Intelligens, tillsammans med andra globala ledare som Andrew Ng.

## Biografi
Guttmann studerade psykologi och artificiell intelligens vid svenska, australiensiska och tyska universitet, inklusive Universität Paderborn, Stockholms Universitet, Kungliga Tekniska Högskolan, University of Melbourne, och Monash University. Han har gett många föredrag, bland annat på Harvard University och Stanford University.
Han publicerade över 50 publikationer, och flera böcker.

## Forskning och
Guttmanns forskning har fokuserat på artificiell intelligens, generativ AI, maskininlärning och fleragentsystem, med fokus på hur artificiella agenter gör optimala beslut tillsammans. 
Guttmann grundade och leder Nordic Artificial Intelligence Institute (NAII), en internationell och oberoende ideell organisation som fokuserar på användningen av artificiell intelligens för socialt, ekonomiskt och ekologiskt välstånd. NAII är en allians av globala AI-ledare med medlemmar från länder som USA, Kina, Sverige, Tyskland och Australien. Guttmann medgrundade institutet för att möta behovet av att förstå AI i ett affärs-, samhälls- och ekologiskt perspektiv—då få oberoende organisationer kan ge vägledning till regeringar och industriorganisationer. NAII stödjer ledare inom regering och industri i strategiska beslut om AI för samhälleliga, ekonomiska och ekologiska ramar.